# Movimento do Espírito Santo

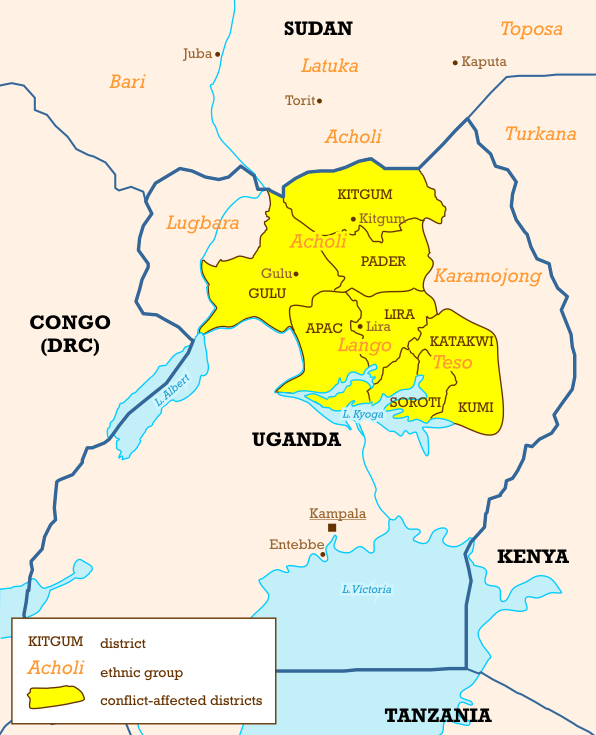

Movimento do Espírito Santo (em inglês:  Holy Spirit Movement, HSM) foi um grupo rebelde de Uganda liderado por Alice Auma, uma médium espírita que alegava receber orientação do espírito Lakwena. Alice, da etnia acholi, foi supostamente aconselhar a formar o Movimento do Espírito Santo por Lakwena em agosto de 1986.
Depois de reunir um pequeno grupo de seguidores, Alice convenceu o grupo rebelde Exército Democrático do Povo de Uganda a colocar alguns de seus soldados sob seu comando em novembro de 1986. Em novembro e dezembro de 1986, o Movimento do Espírito Santo obteve duas vitórias inesperadas sobre as forças governistas do Exército Nacional de Resistência. Essas vitórias trouxeram-lhe apoio popular generalizado.
O Movimento do Espírito Santo lutou como um exército regular — assumindo e controlando territórios, bem como mantendo batalhas campais com as forças do Exército Nacional de Resistência — mas tinha uma série de práticas bizarras. "Controladores" espirituais foram integrados em cada unidade. Junto com deveres como cuidar de Alice Auma enquanto ela estava possuída, eles espalharam óleo abençoado nos combatentes que deveria parar as balas se a alma do combatente fosse pura. 
As pedras eram abençoadas para que explodissem como granadas  e os combatentes entraram em combate em forma de cruz enquanto cantavam hinos.
A aliança entre o Exército Democrático do Povo de Uganda e o Movimento do Espírito Santo rapidamente desmoronou. Apesar dos contínuos conflitos com outros grupos rebeldes, o Movimento do Espírito Santo iniciou uma ofensiva em agosto de 1987 com o objetivo de tomar Kampala. Depois de sofrer uma série de derrotas, o grupo foi decisivamente derrotado a 80 quilômetros de Kampala em uma batalha na floresta.
O Movimento do Espírito Santo deixou em seu rastro uma série de pequenos grupos rebeldes que imitavam sua mensagem quiática (a doutrina de que Jesus reinará na Terra por 1.000 anos). A maioria desses grupos logo caiu em banditismo, dispersaram quando os membros se afastaram, ou foram derrotados pelas forças do governo ou outros grupos rebeldes. No entanto, um desses grupos acabou se tornando o Exército de Resistência do Senhor, que operaria na Acholiland até 2006.